# Joyoung
Joyoung Co., Ltd. (giản thể: 九阳; phồn thể: 九陽; Hán-Việt: Cửu Dương; bính âm: Jiǔyáng) là một nhà sản xuất thiết bị gia dụng của Trung Quốc, chuyên về máy làm sữa đậu nành, thành lập vào năm 1994 ở thành phố Tế Nam, tỉnh Sơn Đông. Vào năm 2009 nó được ghi nhận là công ty sản xuất máy làm sữa đậu nành lớn nhất Trung Quốc. Hoạt động kinh doanh của Joyoung phát triển mạnh sau vụ vụ bê bối sữa lẫn hóa chất melamine năm 2008. Trong tháng 5 cùng năm nó được niêm yết trên Sở Giao dịch Chứng khoán Thâm Quyến. Công ty có chi nhánh tại Canada, Hàn Quốc, Hoa Kỳ, Hồng Kông, Malaysia, Nhật Bản, Singapore, Úc và Việt Nam.